# بلمانت، نیو ساوت ولز
بلمانت (به انگلیسی: Belmont) یک حومه شهر در استرالیا است که در نیو ساوت ولز واقع شده‌است.